# Melipona fuscopilosa
Melipona fuscopilosa är en biart som beskrevs av Jesus Santiago Moure och Kerr 1950. Melipona fuscopilosa ingår i släktet Melipona och familjen långtungebin. Inga underarter finns listade i Catalogue of Life.